# Parc Koidula
Le parc Koidula (estonien : Koidula park) est un parc de Pärnu en Estonie.

## Présentation
Situé dans le quartier Kesklinn, le parc porte le nom de Lydia Koidula.
Le parc de 1,8 hectare a ouvert en 1929.
Le parc est une zone naturelle protégée.

## Histoire
Le parc est construit sur la partie nivelée des anciennes douves de Pärnu. 
La décision de combler les douves fut prise en 1925. 
À la même époque, une place était cherchée pour la statue de Lydia Koidula sculptée par Amandus Adamson. 
Plusieurs emplacements ont été proposés, mais en 1928 la ville décide que la statue sera placée au bout des anciennes douves, c'est-à-dire sur la place devant le cinéma Illusioni. 
Le parc environnant a été conçu par Erich von Wolffeldt et Aleksander Nürnberg. 
La cérémonie d'inauguration du parc et de la statue eut lieu le 6 juin 1929.
Dans les années 1970, le parc Koidula a été reconstruit. 
La section de la rue Hospidal tänav entre les rues Lõuna tänav et Ringi tänav a été supprimée et le parc a été relié au parc Brackmann. 
Une autre rénovation majeure du parc a eu lieu en 1998,.

## Galerie

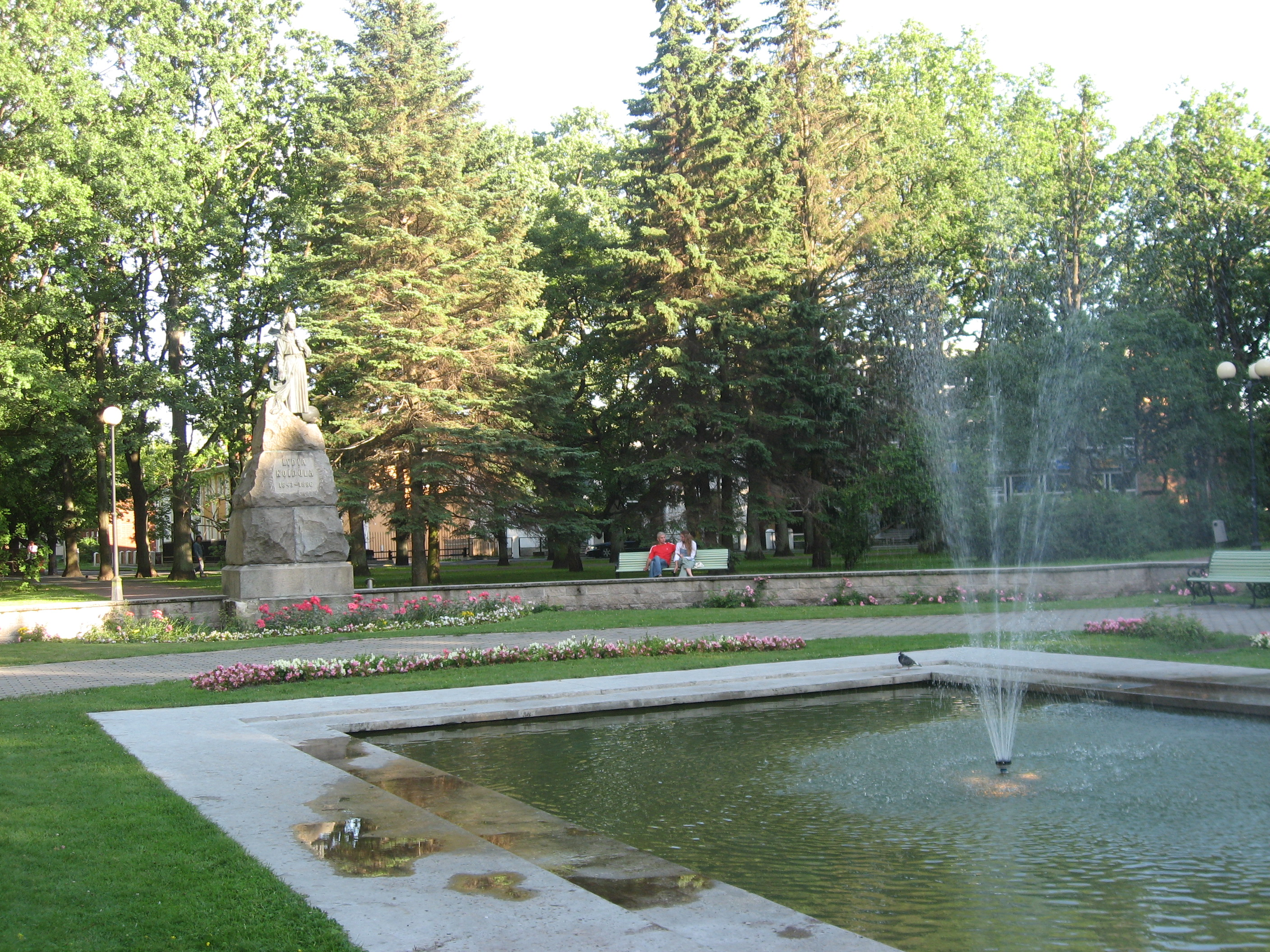
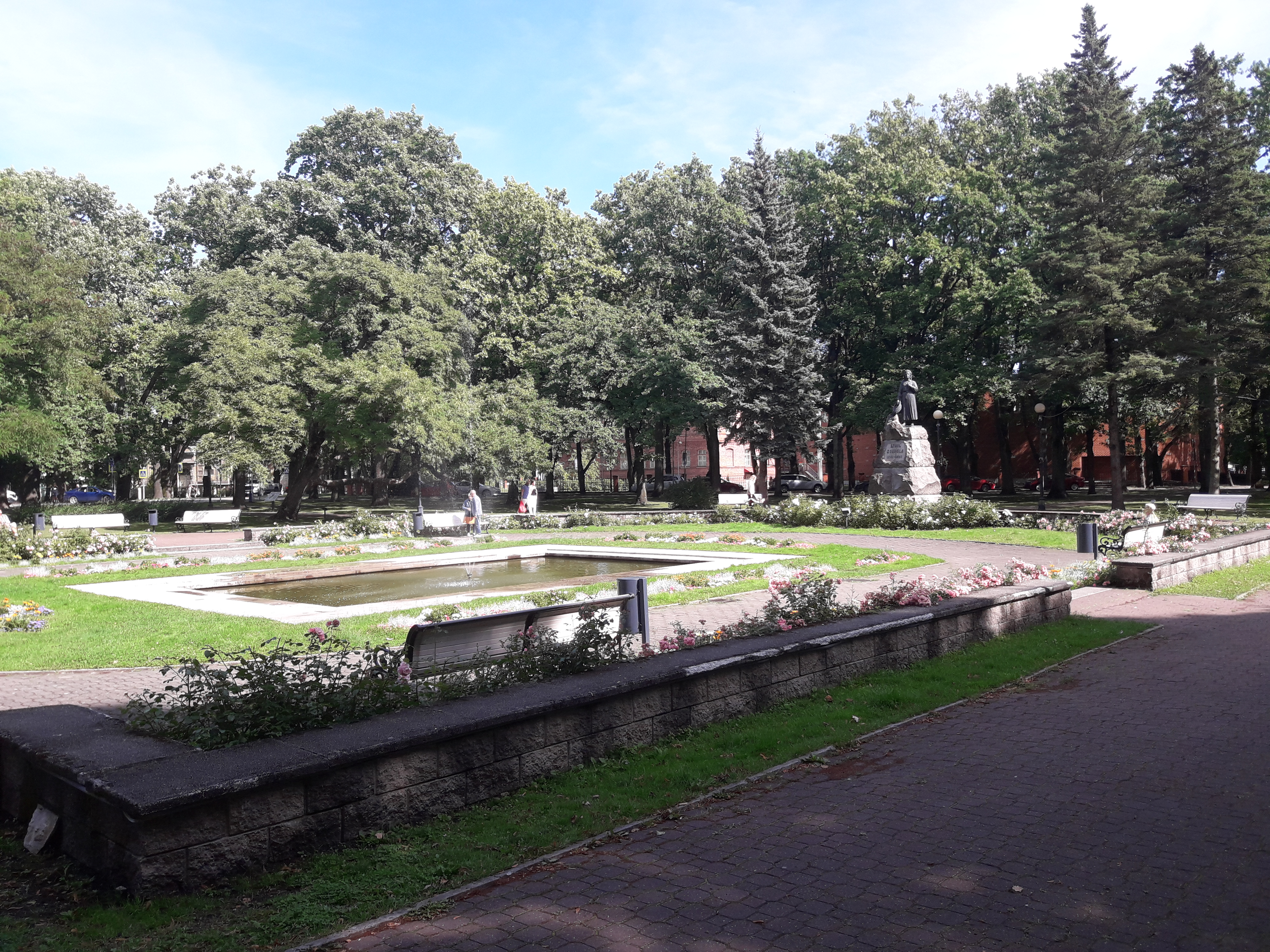